# Buket Guru
Buket Guru is een bestuurslaag in het regentschap Aceh Utara van de provincie Atjeh, Indonesië. Buket Guru telt 427 inwoners (volkstelling 2010).